# アンニャ・ゾマヴィラ
アンニャ・ゾマヴィラ（Anja Sommavilla、1987年5月 - ）は、ドイツの女優。

## 出演作品
- リトル・ウィッチ ビビと魔法のクリスタル（シュビア）
- エーミールと探偵たち（ポニー）